# Padež (gmina Vrhnika)
Padež – wieś w Słowenii, w gminie Vrhnika. W 2018 roku liczyła 36 mieszkańców.